# Massacre de Khojaly
O Massacre de Khojaly reporta-se ao assassinato de centenas de civis azeris da povoação de Khojaly no Azerbaijão ocorrido em 25–26 de fevereiro de 1992 por arménios, e, parcialmente pelas forças armadas da CEI durante a Guerra do Alto Carabaque.
De acordo com a versão azeri, bem como a Memorial Human Rights Center, a Human Rights Watch e outras organizações internacionais o massacre foi cometido por forças armadas de etnia arménia, com apoio do 366.º Regimento Motorizado russo, aparentemente não agindo de acordo com ordens do comando. As autoridades azeris contam 613 civis, incluindo 106 mulheres e 83 crianças mortas. Este acontecimento foi o maior massacre ocorrido no decurso do conflito no Alto Carabaque.
Oficialmente a recém-criada República da Arménia negou qualquer envolvimento com o movimento pela secessão do Alto Carabaque, sob a forma de apoio logístico, comida, combustível ou outro. Contudo, Levon Ter-Petrosian admitiu posteriormente o apoio logístico e o pagamento dos salários dos separatistas, mas negou o envio de tropas próprias para o combate. A Arménia enfrentava um bloqueio debilitante por parte da agora República do Azerbaijão além de pressões da vizinha Turquia, que decidiu alinhar do lado do Azerbaijão e estabelecer laços estreitos com este.
A única ligação terrestre da Arménia com o Carabaque era através do estreito e montanhoso corredor de Lachin que apenas podia ser alcançado de helicóptero.  O único aeroporto da região situava-se na pequena vila de Khojaly, sete quilómetros a norte de Estepanaquerte e com uma população estimada de 6 a 10 mil pessoas. Acrescente-se ainda que, Khojaly servia como base de artilharia desde 23 de fevereiro e no final de Fevereiro, Khojaly estava bastante isolada, tendo as forças arménias desencadeado uma ofensiva a 26 de fevereiro apoiada por carros de combate da 366ª unidade para capturar a localidade.
De acordo com o lado azeri e outras fontes como a Human Rights Watch, a organização de direitos humanos sedeada em Moscovo Memorial e a biografia do líder arménio Monte Melkonian, documentada e publicada pelo seu irmão, depois da captura de Khojaly procederam ao assassinato de várias centenas de civis que fugiam da cidade. As forças arménias tinham previamente afirmado que atacariam a cidade mas deixariam um corredor terrestre para permitir a fuga da população civil da cidade, todavia, quando o ataque começou, as tropas arménias, em maior número que as azeris, facilmente dominaram os defensores, que tentaram retirar juntamente com os civis para norte, para a cidade de Agdam, controlada pelo Azerbaijão. A pista do aeroporto fora intencionalmente destruída, tornando-a temporariamente inútil, após verem isto, as forças atacantes perseguiram os escapados e abriram fogo sobre eles, matando bastantes civis.
Enfrentando acusações de grupos internacionais de ter massacrado intencionalmente civis, os oficiais arménios negaram a ocorrência de tal massacre e declararam que o objectivo era apenas silenciar o fogo de artilharia vindo de Khojaly. Uma contagem exacta do número de mortos nunca foi alcançada, mas as estimativas mais conservadoras apontam para 485 enquanto que a contagem oficial das autoridades azeris para o número de mortos durante os acontecimentos de 25 e 26 de fevereiro aponta para 613 civis, dos quais 106 seriam mulheres e 83 crianças. A 3 de março de 1992, o Boston Globe reportou que mais de 1 000 pessoas foram assassinadas nos mais de quatro anos de conflito, citando o autarca de Khojaly, Elmar Mamedov, em como existiram ainda 200 desaparecidos, 300 reféns e 200 feridos nos combates. Um relatório publicado 1992 pela organização humanitária Helsinki Watch declarou que o seu inquérito apurou que os OMON azeris e membros "das milícias, ainda em uniforme e alguns ainda com as armas, estavam também junto dos civis massacrados" o que pode ter sido a razão para os disparos arménios sobre eles.

## Galeria de Fotos

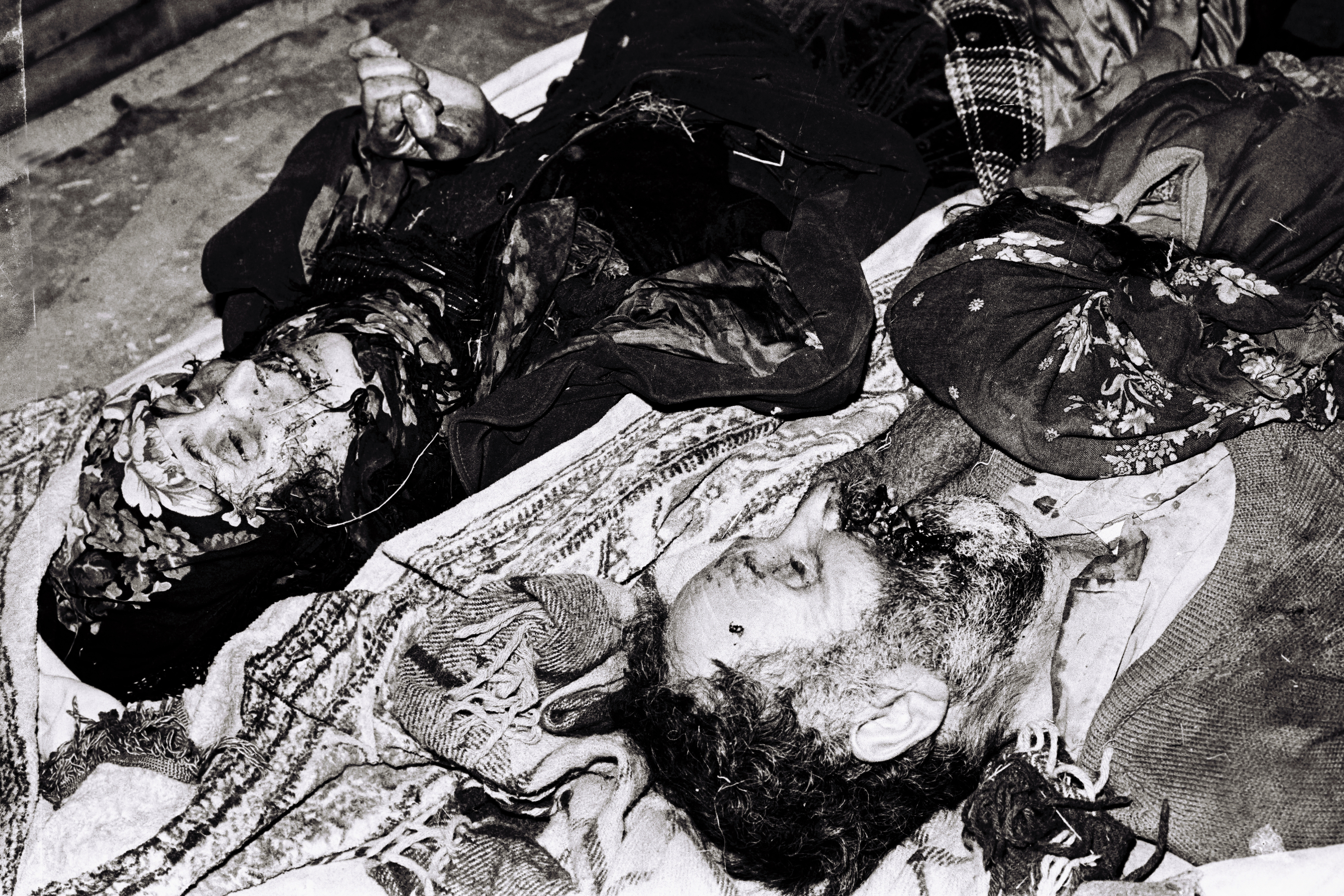
Vítimas civis azeris do Massacre de Khojaly.
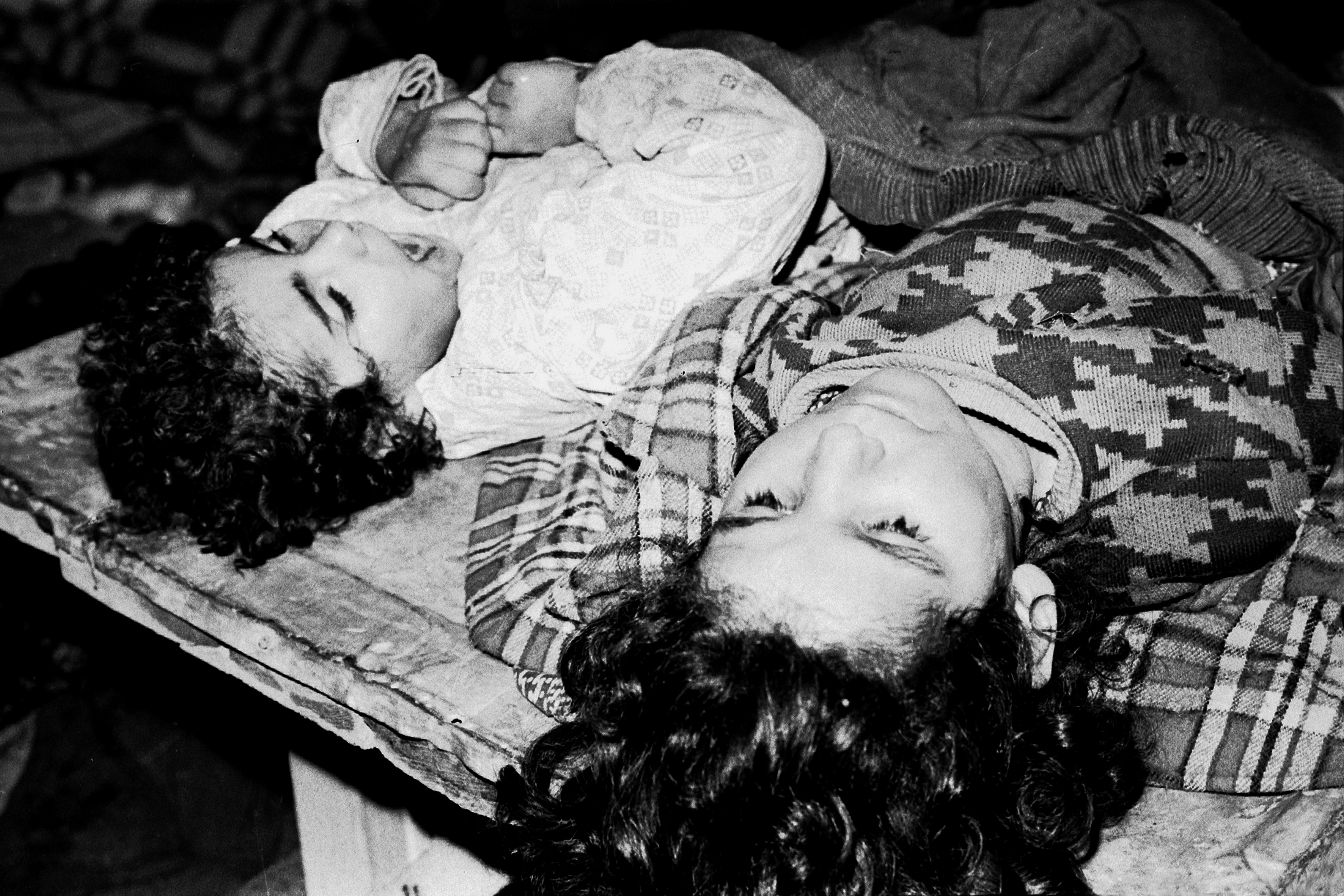
Idem.
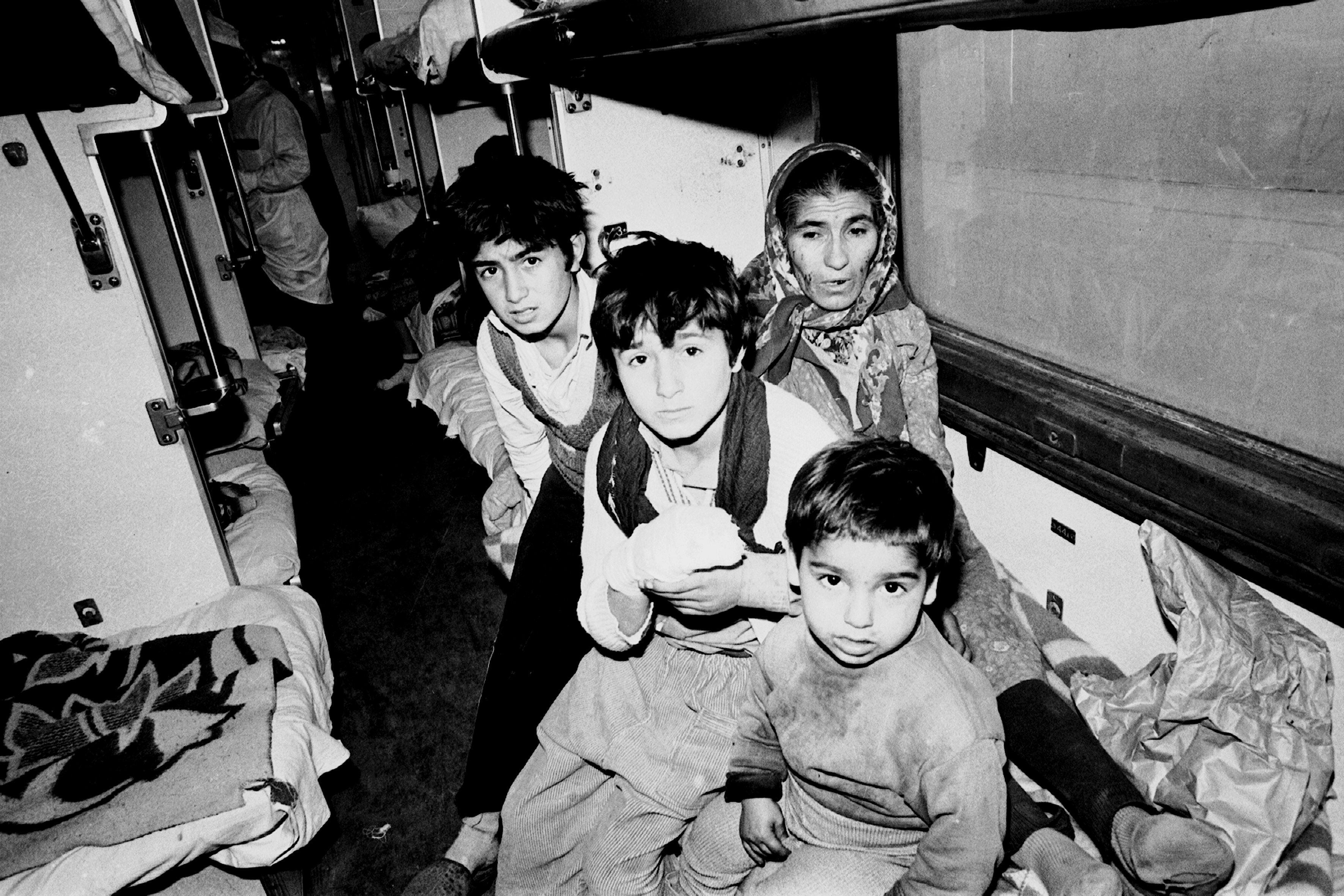
Idem.
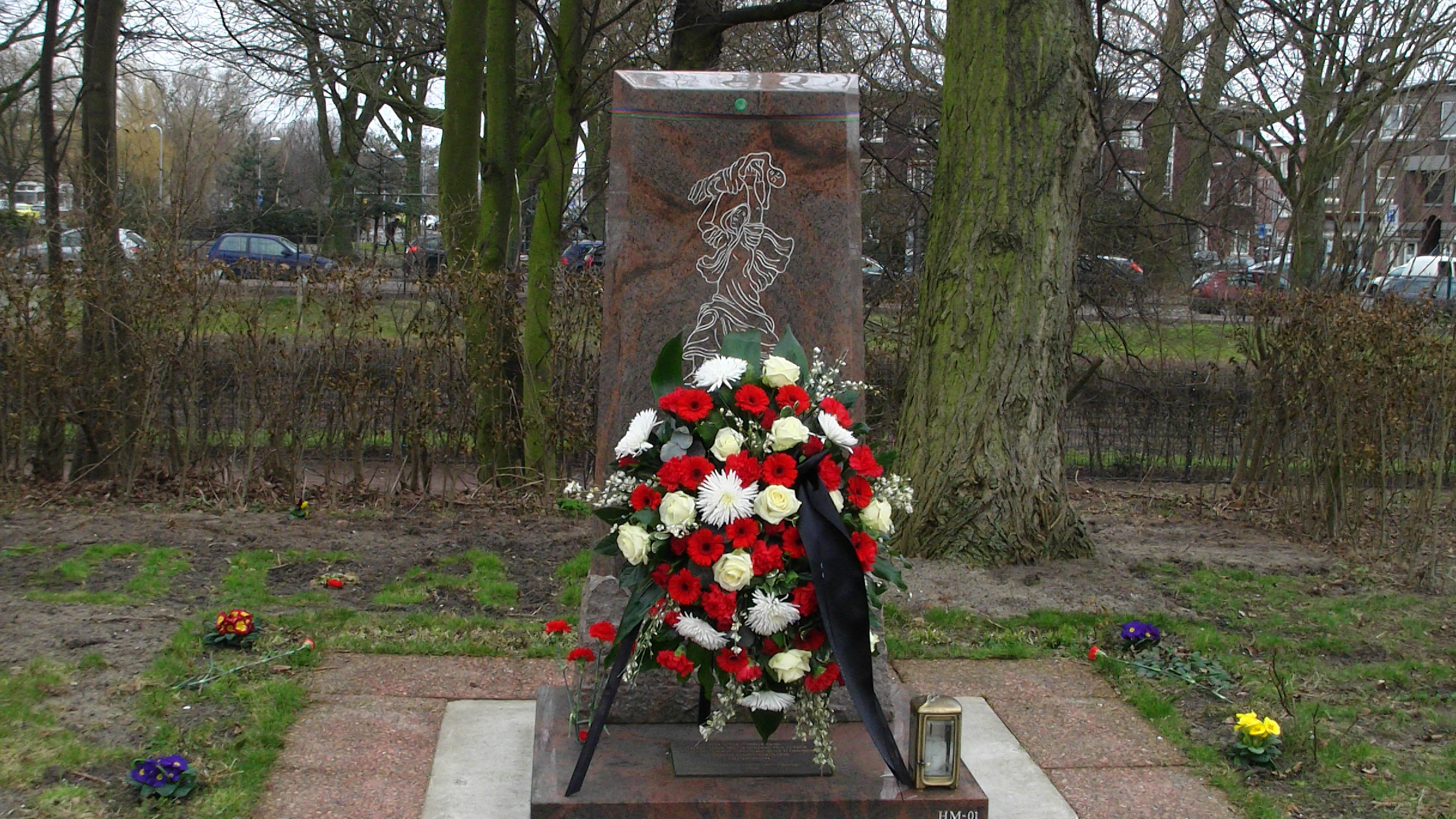
Monumento ao Massacre de Khojaly erigido em Haia, Países Baixos.